# Dipartimento di Fray Mamerto Esquiú
Fray Mamerto Esquiú è un dipartimento argentino, situato nella parte centrale della provincia di Catamarca, con capoluogo San José.

## Geografia fisica
Esso confina con i dipartimenti di Paclín, Valle Viejo, Capital e Ancasti.

## Società

### Evoluzione demografica
Secondo il censimento del 2001, su un territorio di 280 km², la popolazione ammontava a 10.658 abitanti, con un aumento demografico del 29,72% rispetto al censimento del 1991.

## Amministrazione
Nel 2001 il dipartimento è composto dal solo comune di San José (chiamato anche San José de Fray Mamerto Esquiú).